# البروتين المتفاعل-C
البروتين المتفاعل-C  أو البروتين الارتكاسي C اختصاراً CRP، هو بروتين مُتواجِد في الدم بمستوياتٍ ترتفع استجابةً للحالة الالتهابيّة (يُعدّ البروتين المتفاعل-C بروتين الطور الحاد). يوجد في بلازما الدم، وترتفع تركيزاته في الدورة الدموية استجابةً للالتهاب. وهو بروتين في المرحلة الحادة من أصل كبدي  يزداد بعد إفراز إنترلوكين 6 بواسطة الخلايا البلعمية و الخلايا التائية. يقوم دَورُه الفيزيولوجي على الارتباط بالفوسفوكولين (phosphocholine) المُعَبَّر على سطح الخلايا الميّتة أو الهامِدة (و بعض أنواع الجراثيم) لكي يتفعَّل جهاز المناعة المتمم بواسطة المعقد C1Q.
يتم تركيب البروتين المتفاعل-C في الكبد  استجابةً لعوامل مُتحرِّرة من الخلايا البلعمية و والخلايا التائية و الخلايا الدهنيّة. يُعدّ عضو من عائلة بروتينات البنتراكسين (pentraxin). لا يتعلّق بالببتيد C (إنسولين)  أو البروتين C. يُعدّ البروتين المتفاعل-C أوّل مستقبل تعرُّف نموذجي (PRR) تمّ تحديدُه.

## التاريخ والتسمية
تمّ تسمية البروتين المتفاعل-C كثيراً وذلك لأنّ تحديده تمّ بدايةً كمادة موجودة في مصل المرضى المصابين بالتهاب حاد والّتي تتفاعل مع عديد السّكاريد-C للمكورات الرئويّة.
اُكتُشِفَ في عام 1930 بواسطة العَالمين Tillett و Francis, كان الاعتقاد بدايةً أنّ البروتين المتفاعل-C مُفرَز مُمرِض لأنّه يرتفع عند المصابين بأمراض مُختلفة مثل السرطان. أظهر الاكتشاف اللّاحق للتركيب الكبدي أنّه بروتين طبيعي.

## الوراثيات والكيمياء البيولوجية
تتوضّع مورثة البروتين المتفاعل-سي  (CRP) على الصبغي الأوّل (1q21-q23). الCRP هو بروتين يحوي 224 ثمالة  بوزن جزيئي مَوحُود 25106 دالتون. يَتّخِذ البروتين شكل قرص خماسي حلقي وهو عضو في عائلة البنتراكسينات الصّغيرة.

## الوظيفة
تتطوّر استجابة الطّور الحاد في مجال واسع من الحالات الالتهابيّة المُزمِنة والحادّة مثل الانتانات الفطريّة أو الفيروسيّة أو الجرثوميّة؛ الروماتزم و الأمراض الالتهابيّة الأُخرى؛ الخباثة والأذيّة أو التنخُّر النسيجي. تؤدّي هذه الحالات إلى تَحرُّر الإنترلوكين-6 و السيتوكينات الأُخرى والّتي بدورها تُحفِّز تركيب CRP و الفبرينوجين في الكبد. أثناء استجابة الطّور الحاد، تزداد مستويات ال CRP بشكل سريع في أقل من ساعتين من طور الأذيّة ، وتصل إلى القمّة بعد 48 ساعة. مع زوال استجابة الطّور الحاد ينخفض الCRP بعمر نصف قصير نسبياً يُقدَّر ب 18 ساعة. يُعطي قياس مستوى الCRP صورة عن الأمراض الانتانيّة والالتهابيّة. تَحدُث الزّيادات السّريعة والملحوظة في مستويات الCRP في حالات الالتهاب, الانتان, الرّض و التنخُّر النسيجي، الخباثات, و الاضطرابات المناعيّة الذّاتيّة. يوجد عدد كبير من الحالات المختلفة الّتي يزداد فيها إنتاج الCRP, لذلك لا يُشخِّص مستوى الCRP المُرتفع مرض مُعيّن. يمكن أن يدعم مستوى الCRP المُرتفع وجود مرض التهابي مثل, التهاب المفاصل الروماتويدي, ألم العضلات الروماتزمي، أو التهاب شرايين الخلايا الضخمة. يقوم دوره الفيزيولوجي على الارتباط بالفوسفوكولين (phosphocholine) المُعَبَّر على سطح الخلايا الميَّتة أو الهامدة (و بعض أنواع الجراثيم) لكي يتفعّل نظام المتممة. يرتبط الCRP بالفوسفوكولين الموجود على المِكروبات والخلايا المُتضرِّرة ويُعزِّز البلعمة بواسطة البالعات. و بالتّالي يُشارِك الCRP في التَّخلُّص من الخلايا المُتنخِّرة والمُتموِّتة. يُعدّ البروتين المتفاعل-C عضو من مُتَفاعِلات الطّور الحاد، لأنّ مستوياته ترتفع بشكل مفاجئ أثناء العمليّات الالتهابيّة الحادثة في الجسم. تَحدُث هذه الزّيادة بسبب الارتفاع في تركيز ال إنترلوكين 6 البلازمي، الّذي يتم إنتاجه غالباً من البالعات  بالإضافة إلى الخلايا الدهنيّة. يرتبط الCRP بالفوسفوكولين على المكروبات. من المُعتقَد أنّه يساعد المُتمِّمة بالارتباط مع الخلايا التالفة والغريبة ويُعزِّز البلعمة بواسطة البالعات (البلعمة المتوسطة بالطاهية), الّتي تُعبِّر مستقبل للCRP. من المُعتقد أيضاً أنّه يلعب دوراً هامّاً آخر في المناعة الفطريّة, كنظام دفاعي مُبكِّر ضد الانتانات. يرتفع الCRP إلى 50,000 -ثنية في الالتهاب الحاد، مثل الانتان. يرتفع فوق الحدود الطبيعيّة خلال 6 ساعات، ويصل للقمّة عند 48 ساعة. عمر نصفه ثابت، ولذلك يتمّ تحديد مستواه بشكل أساسي بواسطة مُعدّل الإنتاج (و من ثُمّ وخامة السبب المُؤَرِّث).
يُعدّ الأميلويد A المصلي (serum amyloid A) دلالة مُرتبطة بالطّور الحاد يستجيب بشكل سريع لظروفٍ مشابهة.

## الدّلالة السريريّة

### السّرطان
دور الالتهاب في السرطان ليس مفهوماً بشكلٍ واضح. تُبدي بعض أعضاء الجسم خطورة أكبر للإصابة بالسرطان عندما تكون مصابة بالتهابٍ مُزمن.
يُقدَّر مُعدّل تراكيز الCRP في عينات الدّم لأشخاصٍ مصابين بسرطان القولون ب 2.69 ملغ/ليتر. أمّا مُعدّله عند الأشخاص الغير مصابين بسرطان القولون فيكون 1.97 ملغ/ليتر. و هذا الفرق هام إحصائيّاً. تتّفق هذه النتائج مع دراسات سابقة أشارت إلى أنّ الأدوية المضادة للالتهاب رُبّما تُقلِّل من خطر الإصابة بسرطان القولون.

### المرض القلبي الوعائي
تُشير الأبحاث الأخيرة إلى أنّ المرضى ذوي المستويات الأساسيّة المرتفعة من الCRP يزداد لديهم خطر الإصابة بداء السكري, و ارتفاع الضغط, و المرض القلبي الوعائي. أظهرت دراسة أُجريَت على 700 مُمرِّضة أنّ أولئك الذين في الرُّبع الأعلى من استهلاك الدسم غير المشبعة يمتلكون مستويات دموية من الCRP أعلى ب 73% من أولئك الذين في الرّبع المنخفض. مع أنّ مجموعة واحدة من الباحثين أشارت إلى أنّه رُبّما يكون الCRP عامل خطورة مُعتدِل للمرض القلبي الوعائي, وُجِدَ أنّ هذه الدِّراسة (المعروفة بدراسة Reykjavik) تمتلك بعض المشاكل من أجل هذا النّمط من التّحاليل المُرتبطة بخصائص المجموعة السكانيّة المدروسة، وأنّه يوجد زمن متابعة طويل جداً, رُبّما يُضعِف الارتباط بين الCRP و النّتائج المستقبليّة. أشار آخرون إلى إمكانيّة أن يفاقم الCRP التّنخُّر الإقفاري ذي النّمط المُعتمِد على المُتمِّمة وأنّ تثبيط الCRP يُعدّ معالجة فعّالة وآمنة من أجل الاحتشاء القلبي والدماغي؛ إلى الآن، تم ّإثباته على النّماذج الحيوانيّة فقط.
يُفترَض أنّ مستويات البروتين المتفاعل-C المُرتفعة رُبّما تَعكِس فائدة كبيرة من الستاتينات. بُنيَت هذه الفرضيّة على دراسة JUPITER trial الّتي وجدت أنّ مستويات الCRP المرتفعة بدون وجود فرط شحوم الدّم مفيدة. تمّ اختيار الستاتينات بسبب إثبات أنّها تُنقِص مستويات ال CRP. كشفت الدّراسات الّتي أُجريت لمقارنة تأثير الستاتينات المُختلفة في اختبار البروتين المتفاعل-C عالي الحساسيّة (hs-CRP) أنّ الستاتينات المختلفة تمتلك تأثيرات متشابهة. مع ذلك فشلت التّجربة اللّاحقة في إثبات منفعة الCRP في تحديد فائدة الستاتينات. في تحليلٍ تالٍ لعشرين دراسة شملت 1,466 مريض مصاب بداء الشريان التاجي, تمّ تحرّي نقص مستويات الCRP بعد المُداخلات الرياضيّة. عبر هذه الدّراسات، تمّ ربط تراكيز الCRP العالية والمستوى الضعيف لصورة شحوم الدم قبل البدء بالتّمرين بالانخفاض الكبير لمستوى الCRP.
لتوضيح فيما إذا الCRP غير مُشارِك أو مُشارك فعّال في التَّعصُّد, قارنت دراسة في عام 2008 بين أُناسٍ لديهم اختلافات وراثيّة مُتعدِّدة في البروتين المتفاعل-C. ليس لدى أولئك ذوي المستوى المرتفع للCRP بسبب الاختلاف الوراثي خطر زائد للإصابة بالدّاء القلبي الوعائي مقارنةً مع أولئك ذوي المستوى المنخفض أو الطبيعي. أظهرت دراسة أُعِدّت في عام 2011 ارتباط الCRP بالاستجابات اللّبيديّة لانخفاض الشحوم والأنظمة الغذائيّة الغنيّة بالشحوم المتعدّدة الغير مُشبعة.

### التليف والالتهاب
عادةً يُحدِث كُلّ من تصلب الجلد والتهاب العضلات والتهاب الجلد و العضل استجابة طفيفة للCRP أو لا يُحدِث أبداً. أيضاً لا تميل مستويات الCRP إلى الارتفاع عند الإصابة بالذئبة الحماميّة الجهازيّة مالم يكن التهاب المصل أو التهاب الزليل موجوداً. يمكن حدوث ارتفاع الCRP مع غياب الالتهاب الواضح سريرياً في حالة الفشل الكلوي. يُعدّ مستوى الCRP عامل خطورة مُعتَمَد من أجل داء التّصلُّب العُصيدي. يُعدّ المرضى ذوي مستويات الCRP العالية أكثر احتمالاً للإصابة بالسكتة، والاحتشاء القلبي، والمرض الوعائي المحيطي الحاد.

### انقطاع النفس الانسدادي الليلي
يرتفع البروتين المتفاعل-C, واسِم للالتهاب الجهازي، أيضاً في حالة انقطاع النفس الانسدادي الليلي (OSA). كانت مستويات الCRP و الانترلوكين-6 عالية بشكل واضح عند المصابين بانقطاع النفس الانسدادي الليلي مقارنةً مع الخاضعين لطرق السيطرة على السمنة. لدى مرضى انقطاع النفس الانسدادي الليلي تراكيز CRP بلازمية مرتفعة منسجمة مع وخامة درجة منسبهم انقطاع النفس-ضعف النفس. تُخفِّف معالجة انقطاع النفس الانسدادي الليلي بالضغط الجوي الإيجابي المستمر (CPAP) بشكل واضح من تأثيره على مستويات الانترلوكين-6 و الCRP.

## الاستعمال التشخيصي
يُستخدَم البروتين المتفاعل-C بشكل أساسي كَواسِم للالتهاب. فضلاً عن الفشل الكبدي, يوجد القليل من العوامل المعروفة التي تتداخل مع إنتاج الCRP.
يُعدّ قياس قيم الCRP و تمثيلها بيانيّاً مفيداً في تحديد ترقِّي المرض أو فعاليّة العلاج. يتم تحليل الدم, المجموع عادةً في أنبوب فصل البلازما, في المخبر الطبّي أو مركز العناية. يوجد طرق تحليل متنوِّعة مُتاحة لتعيين الCRP, مثل مُقايَسة المُمتَز المناعي المُرتبط بالأنزيم (الإليزا ELISA), و قياس العكر المناعي, و الانتشار المناعي السّريع، و التَّرَاص المرئي.

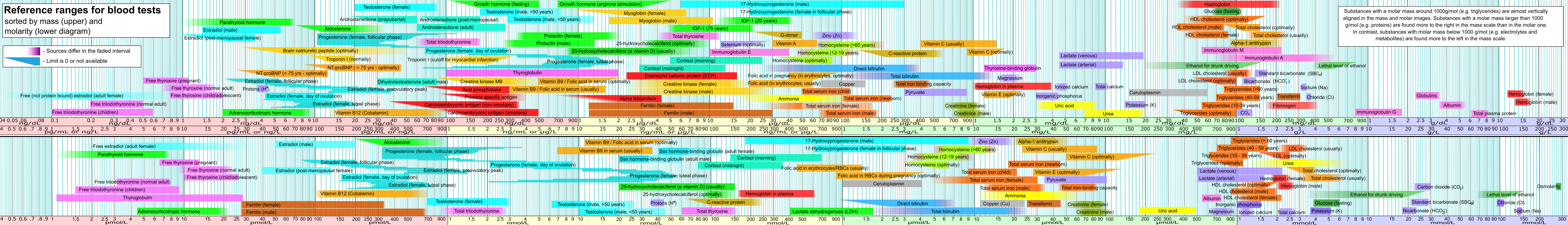
المجالات المرجعية لفحص الدم, تظهر البروتين المتفاعل c في المركز باللون البني.

يقيس اختبار الCRP عالي الحساسيّة المستويات المنخفضة من البروتين المتفاعل-C مُستخدِماً قياس الكدر الليزري. يعطي الاختبار نتائجه خلال 25 دقيقة بحساسية أقل من 0.04 ملغ/ليتر.
غالباً يكون التركيز الطبيعي في مصل الإنسان الصحي أقل من 10 ملغ/ليتر، يرتفع قليلاً مع التقدُّم في العمر. يتم تحرّي المستويات العالية عند النساء ذوات الحمل المتأخر، والالتهاب المُعتدل و الانتانات الفيروسيّة (10-40 ملغ/ليتر), الالتهاب الفعّال و الانتان الجرثومي (40-200 ملغ/ليتر), الانتانات الجرثوميّة الحادّة و الحروق (أكثر من 200 ملغ/ليتر).
يُعدّ البروتين المتفاعل-C انعكاساً لاستجابة الطّور الحاد أكثر حساسيّة ومضبوطيّة من سرعة تثفل الدم (ESR). يمتلك الCRP عمر نصف ثابت. و لذلك يتم تحديد مستواه بشكل أساسي بواسطة مُعدّل الإنتاج (و من ثُمّ وخامة السبب المُؤَرِّث). رُبّما تكون سرعة التثفُّل طبيعيّة في اليوم الأوّل بينما يرتفع الCRP. يعود الCRP إلى المستوى الطبيعي بشكل أسرع من سرعة التثفل استجابةً للعلاج.

### الاختبار التشخيصي القلبي
ينتج الضرر الشرياني عن غزو كريات الدم البيضاء و الالتهاب الحادث في الجدار. يُعدّ الCRP واسِم عام للالتهاب والانتان، لذلك يمكن استخدامه كدلالة غير كافية على خطر المرض القلبي. لا يُعدّ ارتفاع الCRP مؤشِّراً إنذاريّاً نوعيّاً لأنّه ينتج عن أسبابٍ عدّة.
مع ذلك يتم ربط التركيز الأعلى من 2.4 ملغ/ليتر مع خطورة مُضاعَفة لإصابة الشريان التاجي بالمقارنة مع التراكيز الأقل من 1 ملغ/ليتر؛  على أيّ حال، احتوت الفئة المدروسة في هذه الحالة على مرضى تم تشخيص إصابتهم بالذّبحة الصدريّة الغير مستقرة؛ إذاً بقي امتلاك تركيز الCRP المرتفع لقيمة تنبؤيّة لإصابة الشريان التاجي الحادّة عند الجمهرة من كل الأعمار غير واضحة. حاليّاً, لا ينُصح بجعل البروتين المتفاعل-C اختباراً لفحص المرض القلبي الوعائي من أجل البالغين معتدلي الخطورة بدون أعراض.
تمّ تحديد المجموعات المُعرّضة للخطر من قبل الجمعيّة الأمريكيّة للقلب ومراكز الولايات المتحدة لتدبير و منع المرض كالتّالي:
- . منخفض الخطورة: أقل من 1.0 ملغ/ليتر
- . معتدل الخطورة: 1.0 - 3.0 ملغ/ليتر
- . عالي الخطورة: أكثر من 3.0 ملغ/ليتر

لم يتم استخدام اختبار الCRP عالي الحساسيّة (hs-CRP) وحده ولكن تمّ مشاركته مع المستويات المرتفعة للكولسترول، والكولسترول منخفض الكثافة (LDL-C), و ثلاثي الغليسيريد و مستوى الغلوكوز. أيضاً, يزيد التّدخين، و الضغط المرتفع و السكري من خطورة الإصابة بالمرض القلبي الوعائي.

## صور إضافية

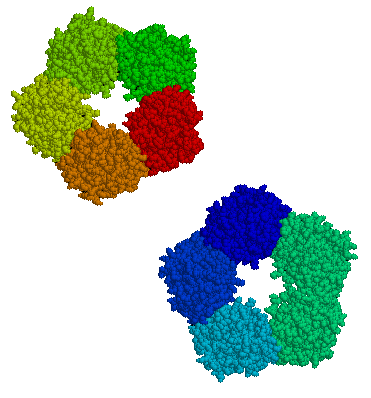
البروتين الإرتكاسي سي

## وصلات خارجية
- . مدلاين بلس C-reactive protein
- . Inflammation, Heart Disease and Stroke: The Role of C-Reactive Protein (جمعية القلب الأمريكية)
- . C-Reactive+Protein في المكتبة الوطنية الأمريكية للطب نظام فهرسة المواضيع الطبية (MeSH).

- . CRP at Lab Tests Online
- . CRP: analyte monograph - The Association for Clinical Biochemistry and Laboratory Medicine